# Битва за Средиземноморье (1940—1943)
Битва за Средиземное море — военно-морская кампания в Средиземном море во время Второй мировой войны. Продолжалась с 10 июня 1940 года по 2 мая 1945 года.
По большей части, кампания велась между итальянским флотом ( Regia Marina) при поддержке военно-морских и воздушных сил нацистской Германии и британским флотом при поддержке военно-морских сил союзников, таких как Австралия, Нидерланды, Польша и Греция. Американские военно-морские и воздушные силы вступили в сражение в 1942 году.
У каждой стороны было три главных цели. Первое — нарушение линий снабжения другой стороны. Второе — защита линий снабжения своих армий в Северной Африке. Третье — подрыв способности противостоящего флота вести войну на море. В Средиземном море имели место самые крупные морские сражения Второй мировой войны, не считая войны на Тихом океане между Японией и США. В частности, упорные бои велись за снабжение и удержание ключевой военно-морской и воздушной базы на Мальте.

## История
Основная часть британских морских сил Средиземного моря была сосредоточена в Александрии. В западной части Средиземного моря британцы имели базу Гибралтар. В июле 1940 года британский средиземноморский флот разделили на Восточную эскадру (5 линкоров, 2 авианосца, 10 крейсеров, 26 эсминцев и 12 подводных лодок) и Западный отряд (линейный крейсер, авианосец, 5 крейсеров, 10 эсминцев и 6 подводных лодок). 
Задачами британского флота в Средиземном море были защита перевозок, необходимых для снабжения 8-й британской армии в Египте и сил на Мальте, содействие операциям 8-й армии а также пресечение морских сообщений противника с Ливией. При этом Великобритания после объявления ей войны Италией отказалась от перевозок по Средиземному морю стратегического сырья с Ближнего, Среднего и Дальнего Востока, его стали доставлять его морским путем вокруг Африки.
Задачи итальянского флота в Средиземном море были чисто оборонительными.
После капитуляции Франции соотношение морских сил на Средиземном море изменилось в пользу Италии и Германии. Британский флот не уступал итальянскому в крупных кораблях, однако такое положение могло резко измениться, если бы флот капитулировавшей Франции попал 
к немцам. Поэтому 2 июля 1940 года было принято решение о начале операции по захвату или уничтожению французского военно-морского флота. В Александрии удалось достичь компромисса, французские корабли были разоружены и лишены топлива, но не были захвачены. На французской базе Мерс-эль-Кебир отказ французов выполнить британский ультиматум привёл к морскому сражению. Был потоплен устаревший французский линкор «Бретань» и ещё несколько французских кораблей получили серьёзные повреждения. Потери французов превысили 1200 человек. Британцы потеряли только несколько самолётов. После ещё нескольких столкновений меньшего масштаба 12 июля стороны прекратили боевые действия.
Но основная цель британцев не была достигнута. Главные силы французского флота, включая три современных линейных корабля, были сосредоточены в порту Тулона. Этот флот был затоплен самими французами только в ноябре 1942 года, когда возникла угроза захвата его немцами.
В случае перевозок на Мальту когда прибывающий из Великобритании конвой выходил из Гибралтара на Мальту, то у итальянских баз, и в первую очередь у островов Сардиния и Сицилия и в южной части Апеннинского полуострова, заранее развертывались британские подводные лодки с целью оперативной разведки и нанесения ударов по выходящим силам итальянского флота. Одновременно авиация с аэродромов Мальты наносила удары по итальянским силам в базах. Кроме непосредственного охранения конвой на Мальту прикрывал отряд тяжелых кораблей. В восточную часть моря для отвлечения внимания противника от конвоя выходила Александрийская эскадра в составе линкоров, авианосцев, крейсеров и эсминцев.

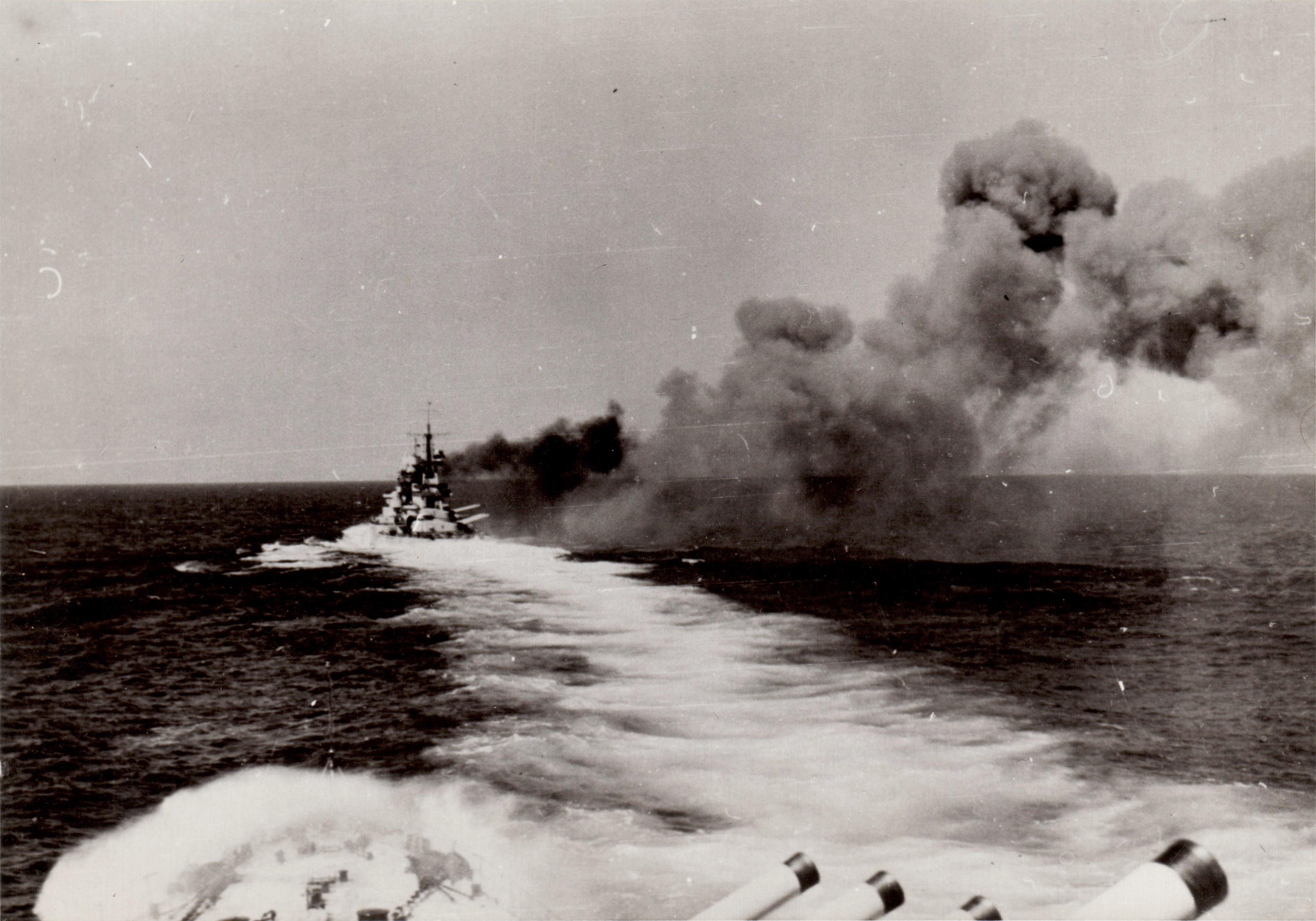
Залп итальянского линкора «Джулио Чезаре» в бою у мыса Спада

Итальянцы предприняли в 1940 году две попытки противодействовать крупными надводными силами британским морским перевозкам. Обе эти попытки привели к боевым столкновениям (бой у мыса Пунто-Стило 9 июля 1940 года, бой у мыса Спада 19 июля 1940 года).
12 ноября 1940 года самолеты с британского авианосца атаковали Таранто. Были повреждены три итальянских линкора, крейсер и эсминец.
После успешного нападения на Таранто британские корабли должны были вернуться в Гибралтар. Навстречу им из Гибралтара на Мальту двигался британский конвой из 3 транспортов и кораблей охранения. Все эти корабли были обнаружены итальянской разведкой и итальянцы вывели свою эскадру к югу от острова Сардиния, где 27 ноября 1940 года произошел бой, окончившийся повреждением одного британского и одного итальянского крейсера.
В начале января 1941 года германская авиация начала активные действия на британских коммуникациях в Средиземном море. После потопления 10 января 1941 года крейсера «Саутгемптон», опасаясь дальнейших потерь, британцы до мая 1941 года прекратили проводку конвоев на Мальту и в Египет, ограничившись перевозками в восточной части моря.
9 февраля 1941 года британские корабли обстреляли объекты в Генуе, там было потоплено 4 транспорта и учебное судно, получили серьезные повреждения заводы электрооборудования и вооружения. 
В марте 1941 года итальянцы решили нанести удар по британским коммуникациям в Эгейском море и к югу от Крита с одновременным нападением эсминцев на стоянку британских военных кораблей и транспортов в бухте Суда. Это привело к сражению у мыса Матапан 27-29 марта 1941 года, в котором итальянцы потеряли три крейсера, два эсминца, а итальянский линкор «Витторио Венето» получил тяжелые повреждения и на несколько месяцев вышел из строя.
21 апреля 1941 года британские корабли обстреляли Триполи. В гавани было потоплено три транспорта и повреждено несколько судов, в городе возникли пожары.
В мае 1941 года немецкие войска захватили Крит. В ходе борьбы за Крит британцы от действий немецкой авиации потеряли 3 крейсера, 7 эсминцев и 29 малых кораблей; были повреждены авианосец, 3 линкора, 6 крейсеров и 7 эсминцев.

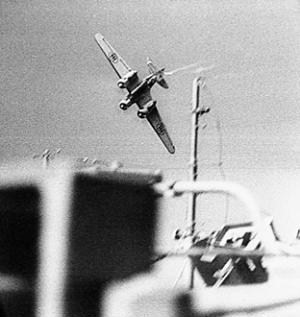
Итальянский бомбардировщик Savoia Marchetti SM.79 атакует британский конвой, идущий на Мальту

В связи с тяжелыми потерями британцы вынуждены были максимально ограничить свои перевозки на Мальту. За вторую половину 1941 года они провели на Мальту лишь два конвоя, в июле и сентябре.
С сентября 1941 года в Средиземном море начали сосредотачиваться немецкие подводные лодки. 13 ноября 1941 года к востоку от Гибралтара немецкая подлодка тяжело повредила британский авианосец «Арк Ройял», который во время буксировки затонул. 25 ноября 1941 года немецкая подлодка у побережья Ливии потопила британский линкор «Бархэм». 15 декабря немецкая подлодка потопила в районе Александрии британский крейсер «Галатеа».
21 декабря 1941 года к северу от Триполи подорвались на минах и затонули британский крейсер и эсминец, два британских крейсера получили тяжелые повреждения.
К началу 1942 года у британцев на Средиземном море осталось лишь три крейсера и несколько эсминцев. Британские морские коммуникации в этом районе защищать стало нечем.
Мальта подвергалась многочисленным ударам немецкой авиации. Морские силы британцев были вынуждены уйти оттуда в Александрию и Гибралтар.
В августе 1942 года при попытке провести конвой на Мальту британцы понесли тяжелые потери от действий итальянских подводных лодок, торпедных катеров, эсминцев и авиации. Из состава конвоя и его прикрытия погибли авианосец, 3 крейсера и 9 транспортов из 14. Это была самая крупная и последняя победа итальянского флота на Средиземном море.
В ноябре 1942 года британский и американский флоты обеспечивали высадку союзных войск в Северной Африке. В ходе борьбы за Северную Африку на смену боевым столкновениям больших кораблей пришли многочисленные мелкие стычки, связанные с проводкой конвоев, постановки мин у берегов, траление, налеты авиации на базы, аэродромы и конвои в море.
В июле 1943 года британский и американский флоты обеспечивали высадку союзных войск на Сицилии. После капитуляции Италии в сентябре 1943 года боевые действия на Средиземном море, в основном, завершились.